# حارة حميدة (صنعاء)
حارة حميدة هي إحدى حارات حي معين بمديرية معين إحد مديريات العاصمة اليمنية صنعاء، بلغ تعداد سكانها 1537 نسمة حسب تعداد اليمن لعام 2004.